# 安德烈·布吕内
安德烈·布吕内（法語：Andrée Brunet，1901年9月16日—1993年3月30日），法国女子花样滑冰运动员。她曾代表法国参加1924年、1928年和1932年冬季奥林匹克运动会花样滑冰比赛，共获得二枚金牌和一枚铜牌。